# Kettingzaagbroek

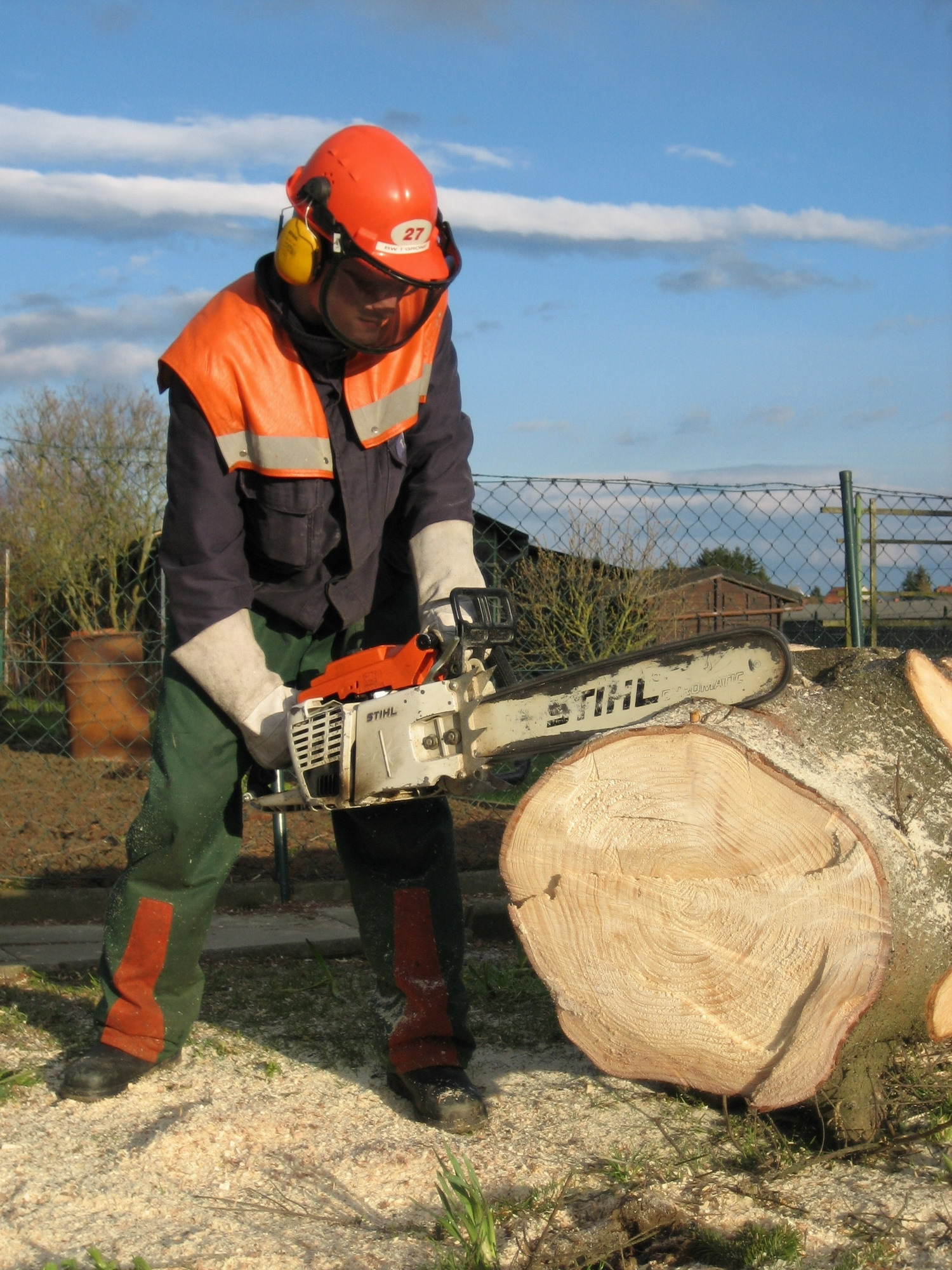
Houthakker met kettingzaagbroek

Een kettingzaagbroek is een vorm van veiligheidskleding bij het gebruik van een kettingzaag en bosmaaier.
Het is onderdeel van de kettingzaagveiligheidsuitrusting. De broek beschermt de gebruiker tegen lichamelijk letsel door de ketting en/of rondvliegend gruis bij het bosmaaien. De broek is gevuld met vezels en op plekken met een hoger risico voorzien van verstevigingen. Als de draaiende ketting tegen de broek aankomt, gaan de vezels in de ketting en het kettingrondsel zitten, waardoor de ketting vastloopt en de motor afslaat. Daardoor wordt het risico op zwaar lichamelijk letsel verminderd. 
Er zijn twee verschillen modellen kettingzaagbroek:
- gewoon model
- tuinbroekmodel

Voor het bosmaaien is tegenwoordig ook een veel lichtere beschermingsbroek beschikbaar die beweeglijker is en minder warm zit. Deze is ook een stuk goedkoper dan een zaagbroek.

## Veiligheidsklassen
Er bestaat in de Europese Unie een classificatieschema voor zaagbroeken. 
| Klasse | Kettingsnelheid |
| ------ | --------------- |
| 0      | 16m/s           |
| 1      | 20m/s           |
| 2      | 24m/s           |
| 3      | 28m/s           |

De snelheid van de ketting is beschreven in de bedieningshandleiding van de kettingzaag. Hoe hoger de klasse, hoe meer bescherming nodig is. Dit heeft invloed op het gewicht en de prijs van de broek. 
Wassen, drogen, vuil en hars hebben invloed op de veroudering van de zaagbroek. Onderzoek heeft uitgewezen dat er een duidelijk verband is tussen afname van de beschermende werking en de gebruikstijd. Zaagbroeken moeten daarom dan ook bij regelmatig gebruik om de 12 tot maximaal 18 maanden vervangen worden. 